# Sociedade Filarmónica Recreativa de Ferreira do Alentejo
A Sociedade Filarmónica Recreativa de Ferreira do Alentejo é um edifício histórico na vila de Ferreira do Alentejo, no Distrito de Beja, em Portugal.

## Descrição e história
O edifício é propriedade da Santa Casa da Misericórdia de Ferreira do Alentejo, sendo utilizado como sede pela Sociedade Filarmónica e Recreativa de Ferreira do Alentejo. Está ligado à Casa no Largo Comendador Infante Passanha, n.º 3, formando uma frente comum para a praça.
O edifício começou a ser construído nos princípios do século XX, inicialmente para servir de residência, tendo os interiores e a cobertura sido concluídos nos finais dos anos 50.